# William A. Graham
William A. Graham (n. 15 mai 1926, New York City, New York, SUA – d. 12 septembrie 2013, Malibu, California, SUA) a fost un regizor american de filme pentru cinema și televiziune.

## Carieră
Începând din 1958, Graham a fost un regizor prolific de filme de televiziune; el a regizat episoade ale unor zeci de seriale, printre care Kraft Television Theater, Omnibus, Checkmate, Naked City, Breaking Point, 12 O'Clock High, The F.B.I., The Fugitive, Batman, CBS Playhouse și Dosarele X. În 1980 a fost nominalizat la premiul Primetime Emmy pentru regizarea filmului de televiziune Guyana Tragedy: The Story of Jim Jones.
Pe lângă munca sa pentru televiziune, Graham a regizat filme de cinema precum Honky (1971), Unde înfloresc crinii (1974) și Întoarcere la Laguna Albastră (1991), în care a apărut în rolul principal tânăra Milla Jovovich. El este cunoscut, de asemenea, pentru regizarea ultimului film al cântărețului și actorului american Elvis Presley, Change of Habit (1969).

## Filmografie (selecție)

### Filme de cinema
- 1967 Waterhole 3
- 1968 Submarine X-1
- 1969 Change of Habit⁠(d)
- 1971 Honky
- 1972 Cry for Me, Billy
- 1974 Unde înfloresc crinii (Where the Lilies Bloom)
- 1974 Together Brothers
- 1974 Trapped Beneath the Sea
- 1982 Harry Tracy, Desperado
- 1991 Întoarcere la Laguna Albastră (Return to the Blue Lagoon)

### Filme de televiziune
- 1974 Trapped Beneath the Sea
- 1976 21 de ore la Mũnchen (21 Hours at Munich)
- 1977 The Amazing Howard Hughes
- 1977 Contract on Cherry Street
- 1978 Cindy
- 1980 Guyana Tragedy: The Story of Jim Jones
- 1984 Calendar Girl Murders
- 1988 Street of Dreams
- 1989 Gore Vidal's Billy the Kid
- 1994 A Friend to Die For
- 1996 The Man Who Captured Eichmann
- 1997 Dying to Belong
- 1997 Sleeping with the Devil
- 2002 Blood Crime